# 360° (album van Mintzkov)
360° is het tweede studioalbum van de Belgische rockband Mintzkov. Voordat dit album verscheen, heette de band nog Mintzkov Luna. Er zijn drie singles uitgebracht; One Equals A Lot, Ruby Red en Return & Smile. Het album bereikte de 19de positie in de Ultratop en stond in totaal 13 weken in de lijst.

## Tracklist
Alle muziek is geschreven door Mintzkov.
| 1.                 | Life After Fire        | 4:48 |
| 2.                 | One Equals A Lot       | 3:25 |
| 3.                 | Return & Smile         | 4:03 |
| 4.                 | 360°                   | 2:20 |
| 5.                 | Ruby Red               | 4:35 |
| 6.                 | Miles Ahead            | 4:48 |
| 7.                 | Let's Talk Things Over | 3:13 |
| 8.                 | The State We're In     | 3:23 |
| 9.                 | Title You              | 3:37 |
| 10.                | Sugar Rush             | 5:20 |
| 11.                | Hitman / Untitled      | 9:38 |
| Totale duur: 43:00 |                        |      |

## Credits

### Bezetting
- Philip Bosschaerts (gitaar, keyboard, zang)
- Lies Lorquet (bas, achtergrondzang)
- Pascal Oorts (keyboard)
- Daan Scheltjens (gitaar, achtergrondzang)
- Min Chul Van Steenkiste (drums, achtergrondzang)

### Productie
- Kurt Marx (hoesontwerp)
- Uwe Teichert (mastering)
- Debby Huysmans (fotografie)
- Mark Freegard (producent)